# Конденсатопереробний завод/термінал в Усть-Лузі
Конденсатопереробний завод/термінал в Усть-Лузі – виробничий майданчик компанії «Новатек», який діє у Ленінградській області Росії у комплексі порта Усть-Луга.
Завод, перша черга якого стала до ладу в 2013-му, спорудили для переробки стабілізованого газового конденсату, що постачається залізничним транспортом з розташованого на півночі Західного Сибіру Пуровського заводу з переробки конденсату. Наразі проектна потужність двох черг становить 6 млн тон на рік, при цьому фактичне використання може суттєво перевищувати цей показник. Основними продуктами переробки виступають легка та важка naphtha (суміш легких рідких вуглеводнів, цінна сировина для піролізу у нафтохімічній промисловості), керосин, дизельна фракція та судове паливо (мазут). 
В 2022-му завод прийняв на переробку 6,94 млн тон та випустив 4,2 млн тон naphtha, 1,05 млн тон керосину, 1,49 млн тон дизельної фракції та мазуту (а також 78 тисяч тон пропан-бутанової фракції). При цьому був вибраний курс припинення випуску мазуту, для чого в 2023-му ввели в дію установку гідрокрекінгу мазуту потужністю 1 млн тон на рік, що дозволяє довести вихід світлих нафтопродуктів до 99%.
Місце розташування заводу було обране задля створення гарних логістичних умов для експорту продукції. Він має власний портовий термінал, який здатен обслуговувати судна дедвейтом до 120 тисяч тон. За потреби термінал може відправляти на експорт конденсат, що не пройшов переробки.
21 січня 2024 року по заводу був завданий удар беспілотним літальним апаратом, який призвів до суттєвих пошкоджень. Відновити роботу терміналу вдалось через три доби, проте на той час мова йшла лише про вивіз вже готової продукції та перевалку конденсату.